# Adventfjorden
Adventfjorden is een baai van het eiland Spitsbergen, dat deel uitmaakt van de Noorse eilandengroep Spitsbergen.
De baai is waarschijnlijk vernoemd naar de walvisboot Adventure.

## Geografie

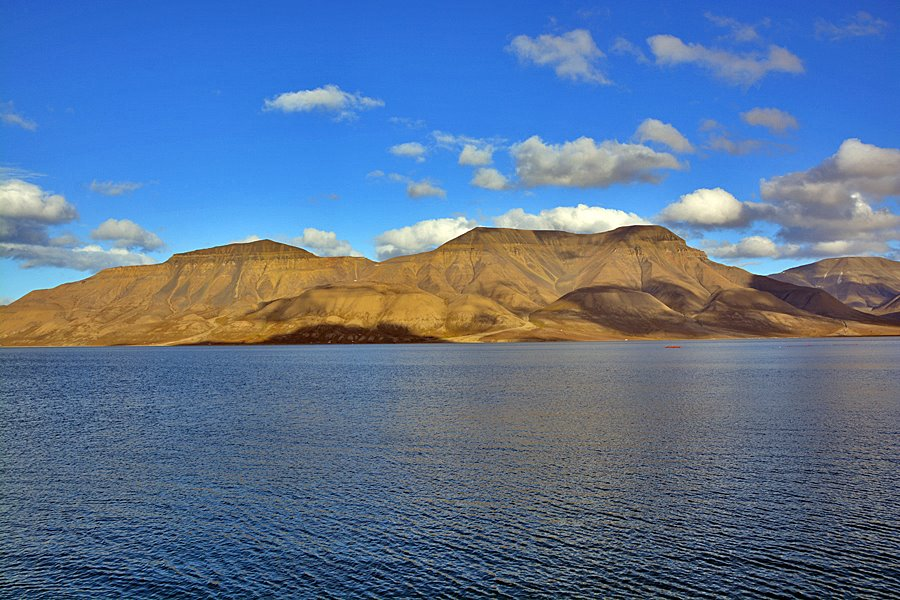
Adventfjorden in 2013

Het fjord is zuidwest-noordoost georiënteerd met een lengte van ongeveer zeven kilometer en vier kilometer breed. Ze mondt in het noordwesten uit in het Isfjord. In het zuidoosten vervolgt de baai als het dal Adventdalen.
Aan de baai ligt de hoofdplaats van Spitsbergen: Longyearbyen. Ook ligt hier de Luchthaven Svalbard Longyear.
Ongeveer 15 kilometer naar het noordoosten ligt het fjord Sassenfjorden en ongeveer 17 kilometer naar het zuidwesten ligt de baai Colesbukta.